# Hermann von Langen (Domherr)
Hermann von Langen (* im 15. Jahrhundert; † 22. Oktober 1491 in Münster) war Domherr in Münster.

## Leben

### Herkunft und Familie
Hermann von Langen entstammte dem westfälischen Adelsgeschlecht von Langen und war der Sohn des Dietrich von Langen (ehemaliger Domherr und Propst von St. Mauritz) und dessen Gemahlin
Sophia NN. Sein Bruder Rudolf war ein bedeutender Frühhumanist. Hermann von Langen, sein gleichnamiger Onkel, war in den Jahren 1503 bis 1508 Domdechant in Münster.

### Wirken
Hermann wird im Jahre 1461 erstmals als Mitglied des Domkapitels Münster genannt. Seine Wahl zum Propst von St. Mauritz in Münster fiel auf den 2. Dezember 1471. Kurze Zeit später, am 4. Januar 1472, leistete er seinen Amtseid. Da Hermann häufig im Dienst des Bischofs Heinrich unterwegs war, beauftragte er am 30. Dezember 1483 seinen Onkel Hermann mit der vertretungsweisen Wahrnehmung der Aufgaben des Propstes.